# Beryxartade fiskar
Beryxartade fiskar (Beryciformes) är en ordning av fiskar som ingår i klassen strålfeniga fiskar. Enligt Catalogue of Life omfattar ordningen Beryciformes 160 arter.
Ordningens medlemmar förekommer i havet.
Familjer enligt Catalogue of Life och Dyntaxa:
- Anomalopidae
- Anoplogastridae
- beryxfiskar (Berycidae)
- Diretmidae
- Holocentridae
- Monocentridae
- Trachichthyidae

## Bildgalleri

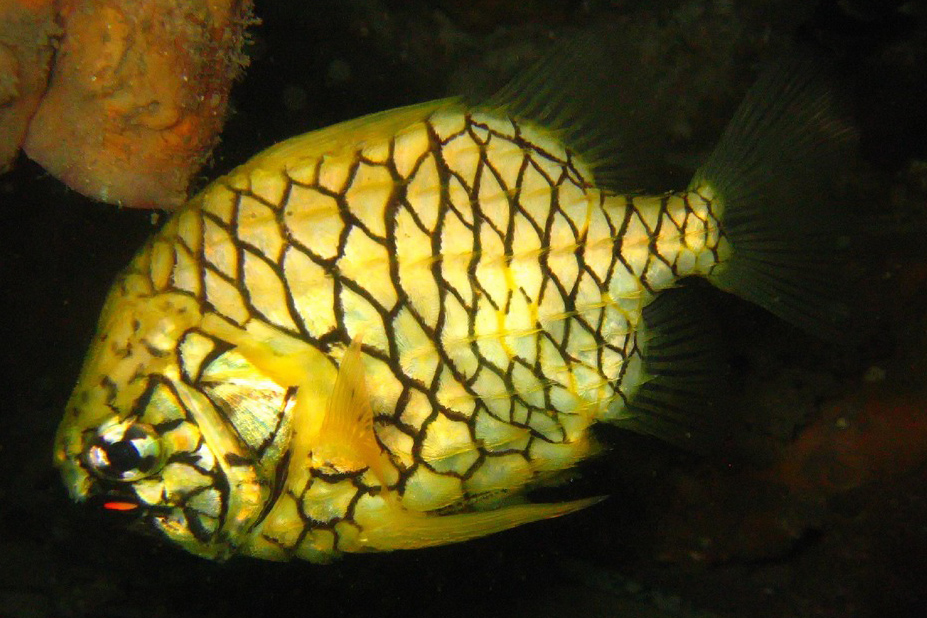
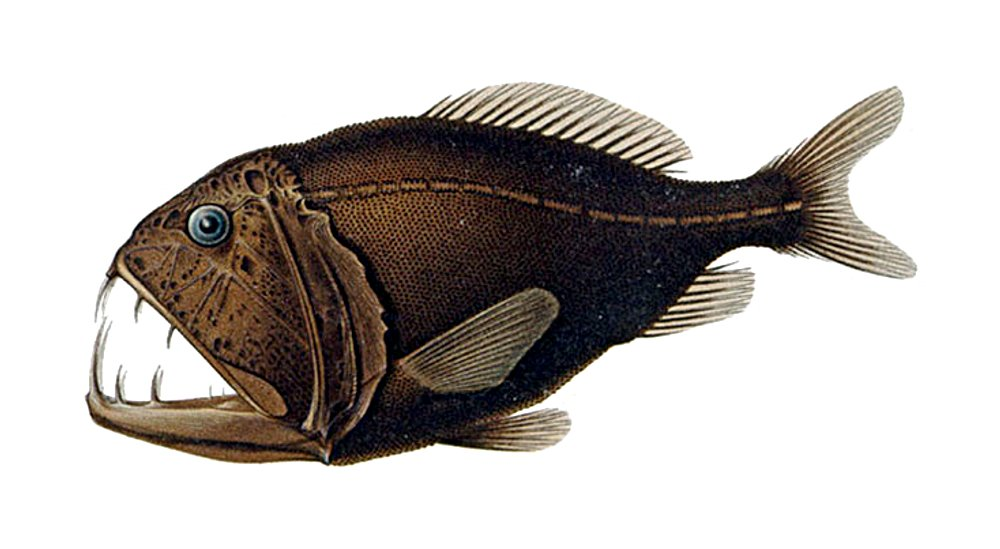
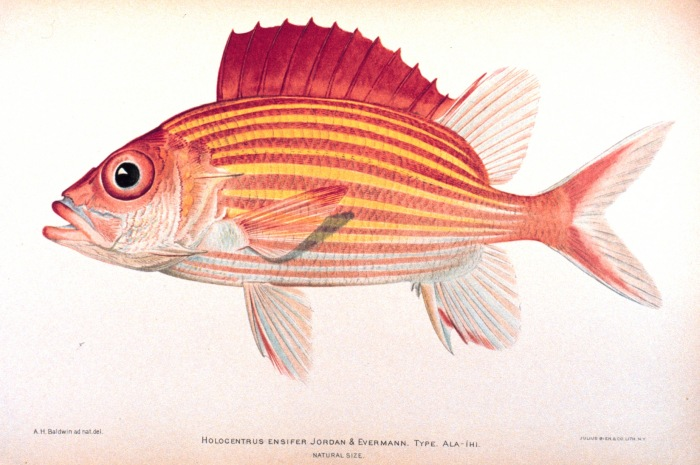
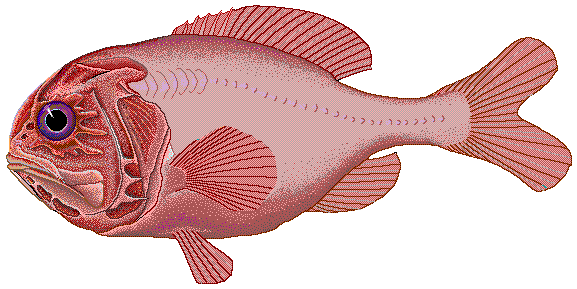
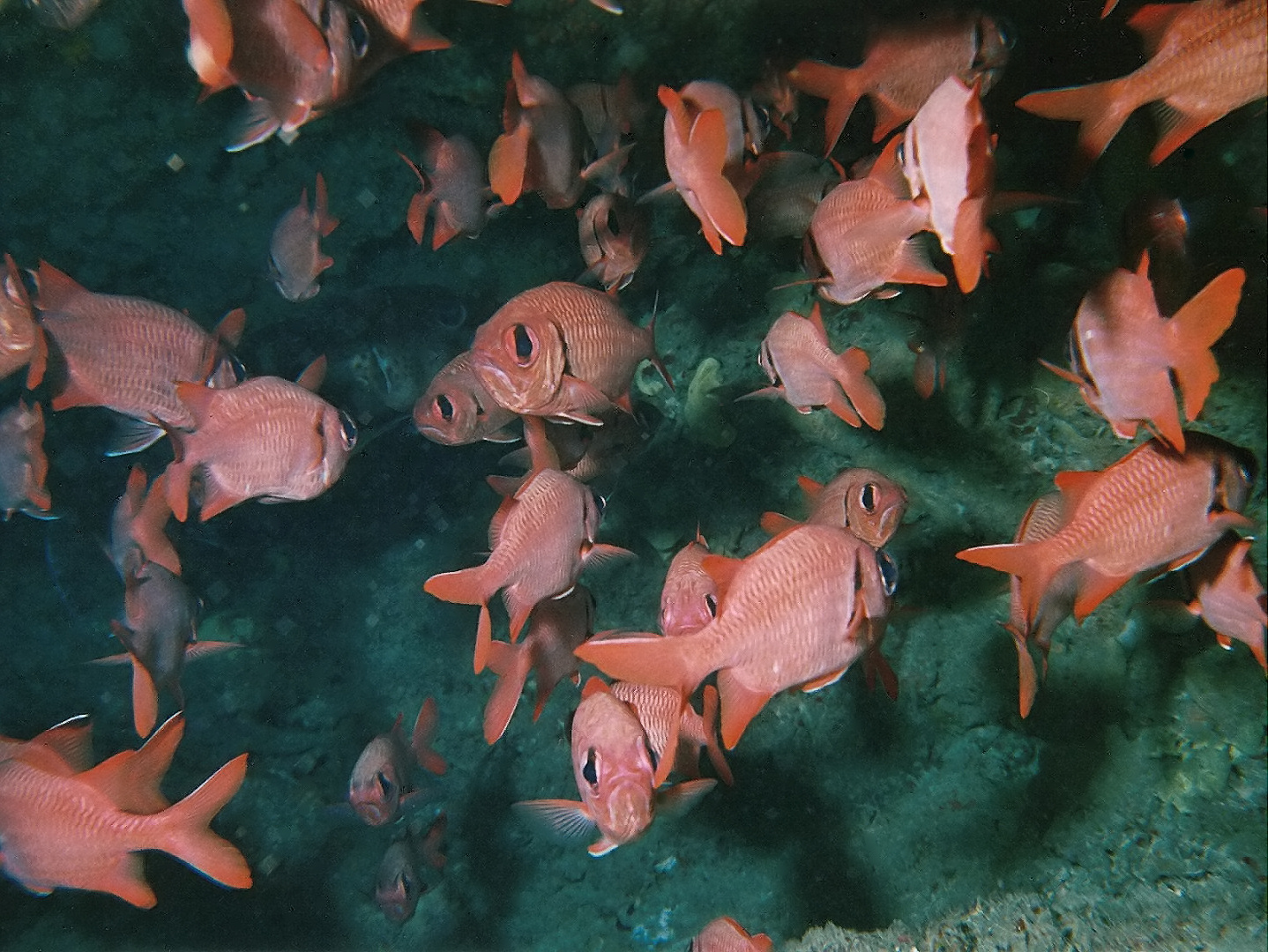
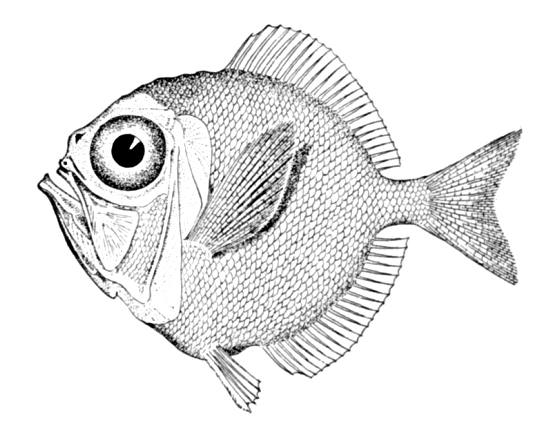